# Nacula
Nacula is een eiland van de Yasawa-eilanden in Fiji. Het ligt in de provincie Ba en is het noordelijkste en op twee na grootste eiland van de archipel.